# Ann Spohnholz
Mary Ann Spohnholz (18 de abril de 1950 - 9 de junio de 2024) fue una educadora, feminista y política estadounidense que sirvió como miembro de la Cámara de Representantes de Alaska desde el 9 de enero de 1989 hasta el 12 de abril del mismo año. Fue designada por el gobernador Steve Cowper para ocupar una vacante hasta que se celebraran elecciones especiales el 5 de abril de 1989.

## Biografía
Spohnholz nació en Northampton, Massachusetts. Asistió a la Escuela Secundaria Amherst Regional antes de obtener un grado de la Universidad de Alaska Pacífico. Debido a una vacante en el Distrito 13 de la Cámara Estatal, que cubría Mountain View y East Anchorage, Spohnholz fue designada por el gobernador Steve Cowper para ocupar el cargo hasta que se celebrara una elección especial el 5 de abril de 1989. Fue sucedida por David Finkelstein.
Se postuló para un mandato completo en la Cámara Estatal en las elecciones de 1990, pero fue derrotada por Terry Martin por un margen de 25 votos. En las Elecciones de la Cámara Estatal de Alaska de 1996, Spohnholz se postuló para el 21º distrito abierto. Derrotó a Sharon Cissna en las primarias demócratas por un solo voto, pero fue derrotada por Joe Ryan por solo once votos.
En 2013, obtuvo una maestría en inglés de la Universidad de Alaska Anchorage y fue maestra brevemente antes de su jubilación. Su hija, Ivy Spohnholz, también fue miembro de la Cámara Estatal de Alaska.
Spohnholz falleció el 9 de junio de 2024, a la edad de 74 años. Como resultado, el gobernador Mike Dunleavy ordenó que las banderas de Alaska y Estados Unidos ondearan a media asta el 17 de junio de 2024. Su funeral se celebró el día anterior, el 16 de junio.